# Кодрат Афинский
Кодра́т (др.-греч. Ἅγιος Κοδράτος) — один из апостолов от семидесяти.

## Биография
Родился вероятно во второй половине I века. Стал епископом в Афинах на место погибшего мученической смертью Публия. Однако Дмитрий Ростовский называет его епископом Магнезии.
В 126 году он представил императору Адриану, когда тот находился в Малой Азии, сочинение в защиту христиан — «Апологию», или «Грамоту в защиту христиан». Его труд имел успех — император издал указ не осуждать никого без улик. Церковный историк Евсевий Кесарийский в своей «Церковной истории» приводит единственный сохранившийся фрагмент из «Апологии» Кодрата:

Дела нашего Спасителя всегда были очевидны, ибо были истинными: людей, которых Он исцелил, которых воскресил из мертвых, видели не только в минуту их исцеления или воскрешения — они все время были на глазах не только когда Спаситель пребывал на земле, но и жили достаточно долго и после Его Воскресения, а некоторые дожили и до наших времен.
— Евсевий. Церковная история. Книга IV , 3
Также его творением признаётся сохранившееся послание к Диогнету.
Будучи апостолом Христовым, он вдохновенно проповедовал христианство в Греции, за что был побит камнями, но выжил. Затем его посадили в тюрьму.
Кодрат умер, уморённый голодом в темнице, не ранее 130 года. Апостола Кодрата признают первым из греческих апологетов.
Память совершается 21 сентября (4 октября), а также 4 (17) января в день Собора Апостолов от семидесяти.